# جنی الورس
جنی الورس (آلمانی: Jenny Elvers؛ زادهٔ ۱۱ مهٔ ۱۹۷۲) هنرپیشه اهل آلمان است.
از فیلم‌ها یا برنامه‌های تلویزیونی که وی در آنها نقش داشته‌است می‌توان به کوبیدن بر در بهشت اشاره کرد.